# Hermann Rassow
Hermann Rassow (* 16. August 1819 in Wolgast; † 3. Januar 1907 in Bremen)
war ein deutscher Philologe und Gymnasiallehrer in Dresden, Stettin, Greifswald, Berlin und Weimar. Zuletzt oblag ihm die Aufsicht über das gymnasiale Schulwesen im Großherzogtum Sachsen-Weimar-Eisenach.

## Leben
Als Kaufmannssohn kam Rassow 1830 in die Tertia des Gymnasiums Stralsund. Im Herbst 1838 bestand er die Reifeprüfung mit Auszeichnung. An der Friedrichs-Universität Halle für Evangelische Theologie immatrikuliert, belegte er Vorlesungen bei Wilhelm Gesenius, August Tholuck, Johann Eduard Erdmann und Gottfried Bernhardy. 1839 wurde er im Corps Borussia Halle recipiert. Er wechselte an die Eberhard Karls Universität Tübingen und hörte Theologie bei Ferdinand Christian Baur und Eduard Zeller und Philosophie bei Friedrich Vischer. Im Frühjahr 1841 reiste er den Rhein abwärts bis in die Niederlande. In Bonn besuchte er Ernst Moritz Arndt. An der Theologischen Fakultät der Friedrich-Wilhelms-Universität zu Berlin (Ernst Wilhelm Hengstenberg) fühlte er sich nicht wohl. Nach schweren inneren Kämpfen wechselte er von der Theologie zur Klassischen Philologie. In jenen Jahren standen an der Berliner Universität August Boeckh, Karl Lachmann und Friedrich Adolf Trendelenburg auf der Höhe ihrer Wirksamkeit. Rassow schloss sich besonders Trendelenburg an. Im Sommer 1841 wurde er zum Dr. phil. promoviert. Im folgenden Frühjahr bestand er die Staatsprüfung für das höhere Lehramt.
Ab Ostern 1844 absolvierte er am Friedrich-Wilhelms-Gymnasium (Berlin) das Probejahr. Nach einem halben Jahr am pädagogischen Seminar in Stettin trat er im Herbst 1845 eine Lehrerstelle an der Vitzthum-Blochmannschen Erziehungsanstalt in Dresden an. Er kehrte Ostern 1847 nach Stettin zurück und übernahm eine ordentliche Lehrerstelle am Marienstiftsgymnasium. Hier blieb er achteinhalb Jahre. Im Herbst 1855 wurde er zum Prorektor am Gymnasium zu Greifswald ernannt. Zwei Jahre später wechselte er an das Joachimsthalsche Gymnasium in Berlin. Dort unterrichtete er Griechisch und Deutsch in Oberprima. In der Leitung des Alumnats konnte er seine Erfahrungen aus Dresden verwerten. Im Oktober 1860 übernahm er die Direktion des Wilhelm-Ernst-Gymnasiums in Weimar. Er unterrichtete Griechisch, Deutsch und Latein. Nach den Deutschen Einigungskriegen brauchte die Schulbehörde von Sachsen-Weimar-Eisenach einen sachverständigen Berater. Am 1. Oktober 1876 wurde Rassow das technische Referat über das höhere Schulwesen, am 21. Februar 1877 auch die Überwachung der Reifeprüfungen anvertraut. Am 30. Mai 1877 erhielt er den Titel Oberschulrat. Wegen einer Augenerkrankung wurde er zu Ostern 1881 von der Leitung des Wilhelm-Ernst-Gymnasiums entbunden und auf die ministerielle Schulaufsicht für das höhere Schulwesen beschränkt. Nach 27 Jahren im Weimarischen Staatsdienst trat er am 1. Januar 1887 in den Ruhestand. Als 80-Jähriger zog er zu seinem Sohn in Bremen. Verheiratet war er seit 1850 mit Mathilda geb. Broman aus Stockholm. Der Reichsgerichtsrat Friedrich Rassow war ein Bruder.

## Veröffentlichungen
- Die Bedeutung der Altertumsstudien für die sittliche Ausbildung der Jugend. Eine Rede, gehalten am 19. Februar 1847. Dresden 1847. S. 45–60.[4]
- Über die Beurteilung des homerischen Epos bei Plato und Aristoteles. 1. 2. Stettin 1949, 1850. 39 S.[5]
- Observationes criticae in Aristotelem. Berlin 1858. 32 S.[6]
- Emendationes Aristoteleae. Weimar 1861. 14 S.[7]
- Beiträge zur Erklärung und Textkritik der Nikomachischen Ethik des Aristoteles. Weimar 1862. 32 S.[7]
- Bemerkungen über einige Stellen der Politik des Aristoteles. Weimar 1864. 17 S.[7]
- Die Republik des Plato und den besten Staat des Aristoteles. Weimar 1866. 15 S.[7]
- Beiträge zur Erklärung des VII. Buches der Nikomachischen Ethik des Aristoteles. Weimar 1868. 15 S.[7]
- Forschungen über die nikomachische Ethik des Aristoteles. Böhlau, Weimar 1874.
- Zwei Schulreden (gehalten am 22. März 1877 und 19. März 1880). Weimar 1881. 12 S.[7]